# Đại khủng hoảng

Tỷ lệ thất nghiệp ở Mỹ trong giai đoạn 1910–60, với những năm của cuộc Đại khủng hoảng (1929–39) đã làm nổi bật

Đại khủng hoảng (chữ Anh: Great Depression), hoặc gọi Đại khủng hoảng kinh tế thế giới, là cuộc suy thoái kinh tế toàn cầu diễn ra từ năm 1929 đến 1933, và được xem là cuộc suy thoái nghiêm trọng nhất trước Đại chiến thế giới lần thứ hai. Giai đoạn này được đặc trưng bởi tỉ lệ thất nghiệp và nghèo đói cao, tính lưu động thị trường suy giảm nghiêm trọng, sản xuất công nghiệp và thương mại sụt giảm mạnh, cùng với làn sóng phá sản hàng loạt của các ngân hàng và doanh nghiệp trên toàn thế giới. Cuộc khủng hoảng khởi nguồn vào năm 1929 tại Hoa Kỳ – nền kinh tế lớn nhất thế giới lúc bấy giờ – với sự kiện sụp đổ thị trường cổ phiếu Phố Wall vào tháng 10 năm 1929, thường được coi là dấu mốc khởi đầu của Đại khủng hoảng. Trong số những quốc gia chịu ảnh hưởng nặng nề nhất về thất nghiệp có Hoa Kỳ, Anh Quốc và Đức. Ngược lại, Liên Xô – quốc gia theo chế độ xã hội chủ nghĩa – không bị ảnh hưởng, mà thậm chí còn hoàn thành kế hoạch kinh tế 5 năm đầu tiên (en). Đại khủng hoảng là cuộc suy thoái kinh tế kéo dài lâu nhất, có sức ảnh hưởng sâu rộng nhất và có cường độ thiệt hại lớn nhất trong thế kỉ XX.

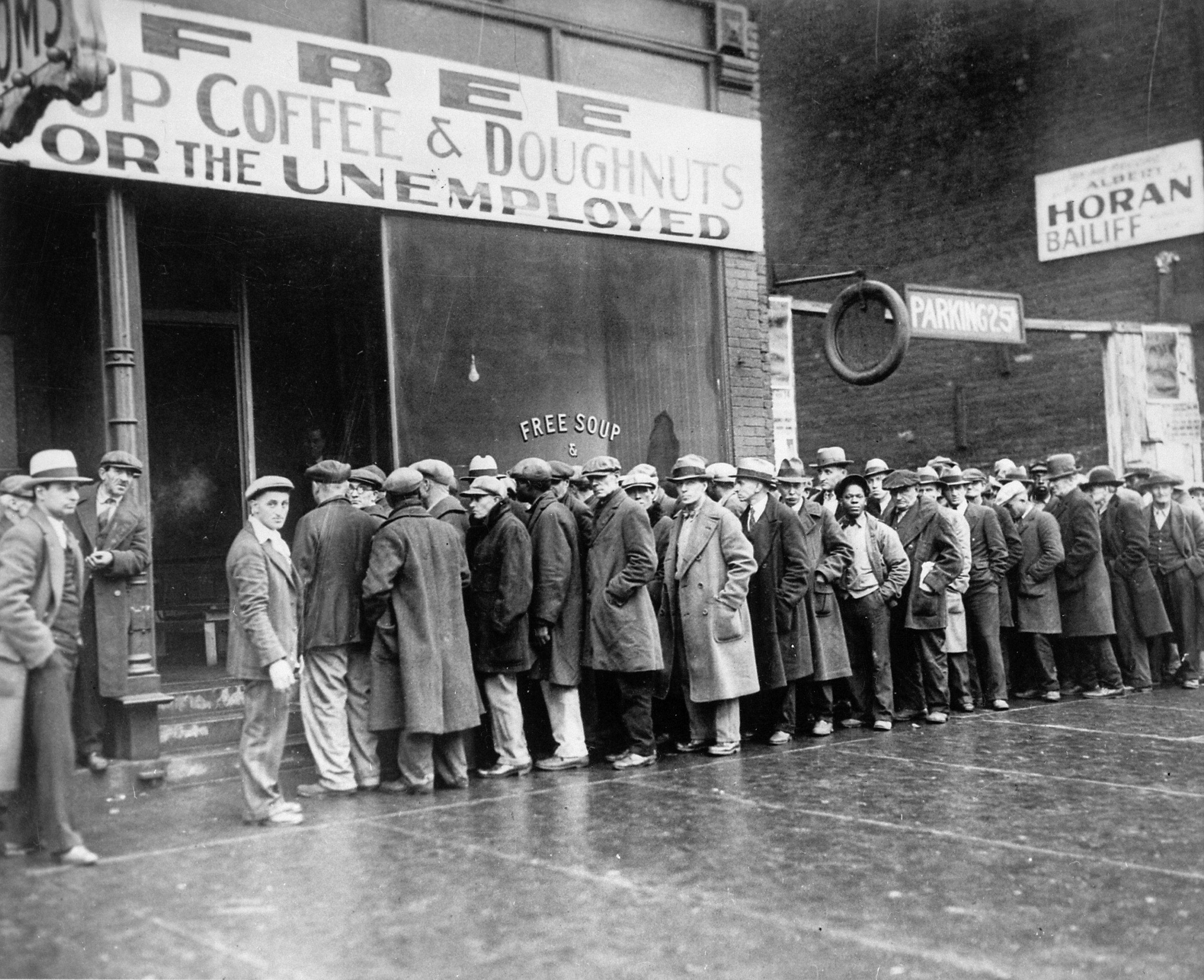
Những người thất nghiệp xếp hàng bên ngoài một nhà bếp từ thiện do Al Capone mở tại Chicago vào tháng 2 năm 1931, trong thời kì Đại khủng hoảng.

GDP thực tế hàng năm của Hoa Kỳ từ năm 1910 đến năm 1960, với những năm của cuộc Đại khủng hoảng (1929–1939) được đánh dấu

Trước Đại khủng hoảng, nền kinh tế thế giới đã trải qua một giai đoạn tăng trưởng công nghiệp và phát triển xã hội, được gọi là "Thập niên 1920 cuồng phong" (en). Đa phần lợi nhuận thu được từ sự bùng nổ kinh tế đã được đầu tư vào đầu cơ tài chính, đặc biệt là trên thị trường cổ phiếu, dẫn đến tình trạng bất bình đẳng phân phối của cải ngày càng gia tăng. Chính sách kinh tế "tự do phóng nhiệm" khiến hệ thống ngân hàng gần như không bị kiểm soát chặt chẽ, dẫn đến tình trạng cho vay tràn lan và nợ nần chồng chất. Đến năm 1929, sức mua suy giảm, kéo theo sự sụt giảm trong sản xuất công nghiệp và tỉ lệ thất nghiệp gia tăng. Giá cổ phiếu vẫn tiếp tục tăng cao cho đến khi thị trường cổ phiếu Phố Wall sụp đổ, sau đó là ba năm suy thoái liên tiếp, khiến niềm tin vào hệ thống tài chính bị lung lay nghiêm trọng. Đến năm 1933, tỉ lệ thất nghiệp ở Hoa Kỳ đã lên tới 25%, khoảng 1/3 số nông dân mất đất canh tác, và một nửa trong số 25.000 ngân hàng tại nước này đã phá sản. Chính phủ liên bang Hoa Kỳ dưới thời Tổng thống Herbert Hoover không muốn can thiệp mạnh vào nền kinh tế, khiến tình hình càng trở nên nghiêm trọng. Trong cuộc bầu cử tổng thống Hoa Kỳ năm 1932 (en), Herbert Hoover thất bại trước Franklin D. Roosevelt, người từ năm 1933 đã thực hiện Chương trình New Deal (Tân Chính sách) với một loạt các chính sách nhằm cứu trợ kinh tế và tạo việc làm. Tại Đức, nền kinh tế phụ thuộc nhiều vào các khoản vay từ Hoa Kỳ. Khi cuộc khủng hoảng lan rộng, tỉ lệ thất nghiệp ở Đức tăng gần 30%, tạo điều kiện thuận lợi cho các phong trào cực đoan trỗi dậy. Điều này đã góp phần đưa Đảng Quốc xã của Adolf Hitler lên nắm quyền vào năm 1933, đặt nền móng cho những biến động chính trị và quân sự dẫn đến Đại chiến thế giới lần thứ hai.
Trong khoảng thời gian 1929–1932, tổng sản phẩm quốc nội (GDP) toàn cầu ước tính đã giảm 15%. Riêng tại Hoa Kỳ, cuộc khủng hoảng khiến GDP suy giảm tới 30%. Quá trình phục hồi diễn ra không đồng đều trên thế giới: một số nền kinh tế như Hoa Kỳ, Đức và Nhật Bản bắt đầu có dấu hiệu phục hồi vào giữa thập niên 1930, trong khi Pháp vẫn chưa thể quay lại mức tăng trưởng trước khủng hoảng cho đến những năm cuối thập kỉ. Cuộc khủng hoảng này gây ra tác động kinh tế tàn khốc đối với cả nước giàu lẫn nước nghèo. Tất cả đều trải qua suy giảm thu nhập cá nhân, giảm giá cả (giảm phát), mất đi thu nhập chịu thuế và lợi nhuận sụt giảm mạnh. Mậu dịch quốc tế giảm hơn 50%, và tỉ lệ thất nghiệp tại một số nước tăng cao đến 33%. Các đô thị trên toàn cầu, đặc biệt là những nơi phụ thuộc vào công nghiệp nặng, chịu ảnh hưởng nặng nề nhất. Ngành xây dựng gần như đình trệ tại nhiều quốc gia, trong khi các vùng nông thôn và cộng đồng nông dân rơi vào khủng hoảng do giá nông sản giảm đến 60%. Đối mặt với nhu cầu lao động suy giảm và không có nhiều lựa chọn việc làm, những khu vực phụ thuộc vào ngành sản xuất sơ cấp (như khai thác tài nguyên và nông nghiệp) chịu ảnh hưởng nghiêm trọng nhất. Đến năm 1939, sự bùng nổ của Đại chiến thế giới lần thứ hai đã chính thức chấm dứt cuộc Đại khủng hoảng khi nền kinh tế chiến tranh thúc đẩy sản xuất công nghiệp. Nhiều phụ nữ gia nhập lực lượng lao động trong khi hàng triệu thanh niên thất nghiệp được huy động vào quân đội, giúp cải thiện tình trạng thiếu việc làm.
Cho đến nay, các học giả vẫn chưa đạt được sự đồng thuận về nguyên nhân chính xác của Đại khủng hoảng. Một số nhà sử học tập trung vào các nguyên nhân kinh tế phi tiền tệ, trong đó có những quan điểm xem sự sụp đổ của thị trường cổ phiếu Phố Wall năm 1929 là nguyên nhân chính. Các nhà kinh tế học theo trường phái thị trường tự do cho rằng những chính sách điều tiết sai lầm của chính phủ đã làm trầm trọng thêm cuộc suy thoái, biến một cuộc suy thoái kinh tế bình thường thành Đại khủng hoảng kinh tế. Ngược lại, những nhà kinh tế theo trường phái can thiệp nhà nước coi Đại khủng hoảng là bằng chứng cho thấy những hạn chế của thị trường tư bản chủ nghĩa, từ đó kêu gọi sự quản lí và can thiệp mạnh mẽ hơn từ chính phủ nhằm ổn định nền kinh tế. Còn theo chủ nghĩa Marx–Lenin, nguyên nhân sâu xa bắt nguồn từ mâu thuẫn cơ bản của chế độ tư bản chủ nghĩa, cụ thể là sự đối lập giữa tính xã hội hoá của sản xuất và chế độ tư hữu tư bản chủ nghĩa về tư liệu sản xuất. Tuy nhiên, một số khác lại cho rằng, sự sụp đổ này chỉ là hệ quả của những xu hướng kinh tế bất ổn đã manh nha từ cuối thập niên 1920. Một trường phái đối lập, xuất hiện và dần chiếm ưu thế từ cuối thế kỉ XX, nhấn mạnh vai trò của chính sách tiền tệ yếu kém trong việc kéo dài và làm trầm trọng thêm cuộc khủng hoảng. Theo quan điểm này, dù các xu hướng kinh tế chung có thể giải thích sự suy thoái ban đầu nhưng chúng không thể lí giải mức độ nghiêm trọng và thời gian kéo dài của khủng hoảng. Các học giả thuộc trường phái này lập luận rằng chính sự phản ứng không đủ mạnh trước những cuộc khủng hoảng thanh khoản sau cú sốc kinh tế năm 1929 đã khiến hệ thống ngân hàng sụp đổ, kéo theo sự tan rã của thị trường tài chính và làm suy thoái kinh tế kéo dài hơn mức cần thiết.
Những lí thuyết hiện đại về nguyên nhân hình thành và diễn biến của cuộc Đại khủng hoảng chủ yếu dựa trên phân tích của chủ nghĩa Keynes và chủ nghĩa tiền tệ, đồng thời có những mở rộng mới được phát triển sau này. Giới học thuật đạt được sự đồng thuận rằng cuộc suy thoái ban đầu năm 1929 sẽ không leo thang thành một cuộc khủng hoảng kinh tế toàn cầu nếu các ngân hàng trung ương ngăn chặn được sự thu hẹp cung tiền và hỗ trợ thanh khoản để giảm nhẹ các cuộc khủng hoảng ngân hàng. Hai yếu tố chính góp phần lan rộng khủng hoảng trên toàn cầu là chính sách xuất khẩu khủng hoảng thông qua chế độ tiền tệ bản vị vàng và chủ nghĩa bảo hộ gia tăng mạnh mẽ trong thời kì Đại khủng hoảng.

## Khởi đầu
Các nhà sử học kinh tế thường coi chất xúc tác của cuộc Đại khủng hoảng là sự sụp đổ bất ngờ của thị trường chứng khoán Mỹ, bắt đầu từ ngày 24 tháng 10 năm 1929. Tuy nhiên, một số tranh chấp kết luận này và coi sự sụp đổ của chứng khoán là một triệu chứng, chứ không phải là một nguyên nhân, của cuộc Đại khủng hoảng.
Ngay cả sau khi Phố Wall sụp đổ năm 1929, sự lạc quan vẫn tồn tại trong một thời gian. John D. Rockefeller nói “Đây là những ngày mà nhiều người nản lòng. Trong 93 năm của cuộc đời tôi, sự chán nản đã đến và biến mất. Sự thịnh vượng đã luôn trở lại và sẽ trở lại. "  Thị trường chứng khoán đi lên vào đầu năm 1930, trở lại mức đầu năm 1929 vào tháng Tư. Con số này vẫn thấp hơn gần 30% so với mức đỉnh của tháng 9 năm 1929.
Cả chính phủ và doanh nghiệp đã chi tiêu nhiều hơn trong nửa đầu năm 1930 so với cùng kỳ của năm trước. Mặt khác, người tiêu dùng, nhiều người đã bị thua lỗ nghiêm trọng trên thị trường chứng khoán năm trước, đã cắt giảm 10% chi tiêu của họ. Ngoài ra, bắt đầu từ giữa những năm 1930, một trận hạn hán nghiêm trọng đã tàn phá vùng trung tâm nông nghiệp của Hoa Kỳ 
Lãi suất đã giảm xuống mức thấp vào giữa năm 1930, nhưng kỳ vọng giảm phát và việc ngừng vay vốn của người dân đồng nghĩa với việc chi tiêu tiêu dùng và đầu tư bị suy giảm. Đến tháng 5 năm 1930, doanh số bán ô tô đã giảm xuống dưới mức của năm 1928. Nhìn chung, giá cả bắt đầu giảm, mặc dù mức lương vẫn ổn định vào năm 1930. Sau đó, một vòng xoáy giảm phát bắt đầu vào năm 1931. Nông dân phải đối mặt với một triển vọng tồi tệ hơn; giá cây trồng giảm và hạn hán ở Great Plains đã làm tê liệt triển vọng kinh tế của họ. Ở đỉnh điểm, cuộc Đại khủng hoảng chứng kiến gần 10% tổng số trang trại ở Great Plains đổi chủ bất chấp sự trợ giúp của liên bang.
Khởi đầu, sự suy giảm của nền kinh tế Hoa Kỳ là yếu tố kéo hầu hết các nước khác đi xuống; khi đó, điểm yếu hoặc điểm mạnh bên trong của mỗi quốc gia đã làm cho điều kiện trở nên tồi tệ hơn hoặc tốt hơn. Những nỗ lực điên cuồng của các quốc gia riêng lẻ nhằm củng cố nền kinh tế của họ thông qua các chính sách bảo hộ - chẳng hạn như Đạo luật Thuế quan Smoot – Hawley của Hoa Kỳ năm 1930 và thuế quan trả đũa ở các bang khác - đã làm trầm trọng thêm sự sụp đổ trong thương mại toàn cầu, góp phần vào sự suy thoái. Đến năm 1933, sự suy giảm kinh tế đã đẩy thương mại thế giới xuống 1/3 mức của nó chỉ 4 năm trước đó.

### Chỉ số kinh tế

#### Sự thay đổi của các chỉ số kinh tế 1929–32[21]
|                      | Hoa Kỳ | Anh    | Pháp   | Đức    |
| -------------------- | ------ | ------ | ------ | ------ |
| Sản xuất công nghiệp | −46%   | −23%   | −24%   | −41%   |
| Giá sỉ               | −32%   | −33%   | −34%   | −29%   |
| Ngoại thương         | −70%   | −60%   | −54%   | −61%   |
| Thất nghiệp          | + 607% | + 129% | + 214% | + 232% |

## Nguyên nhân

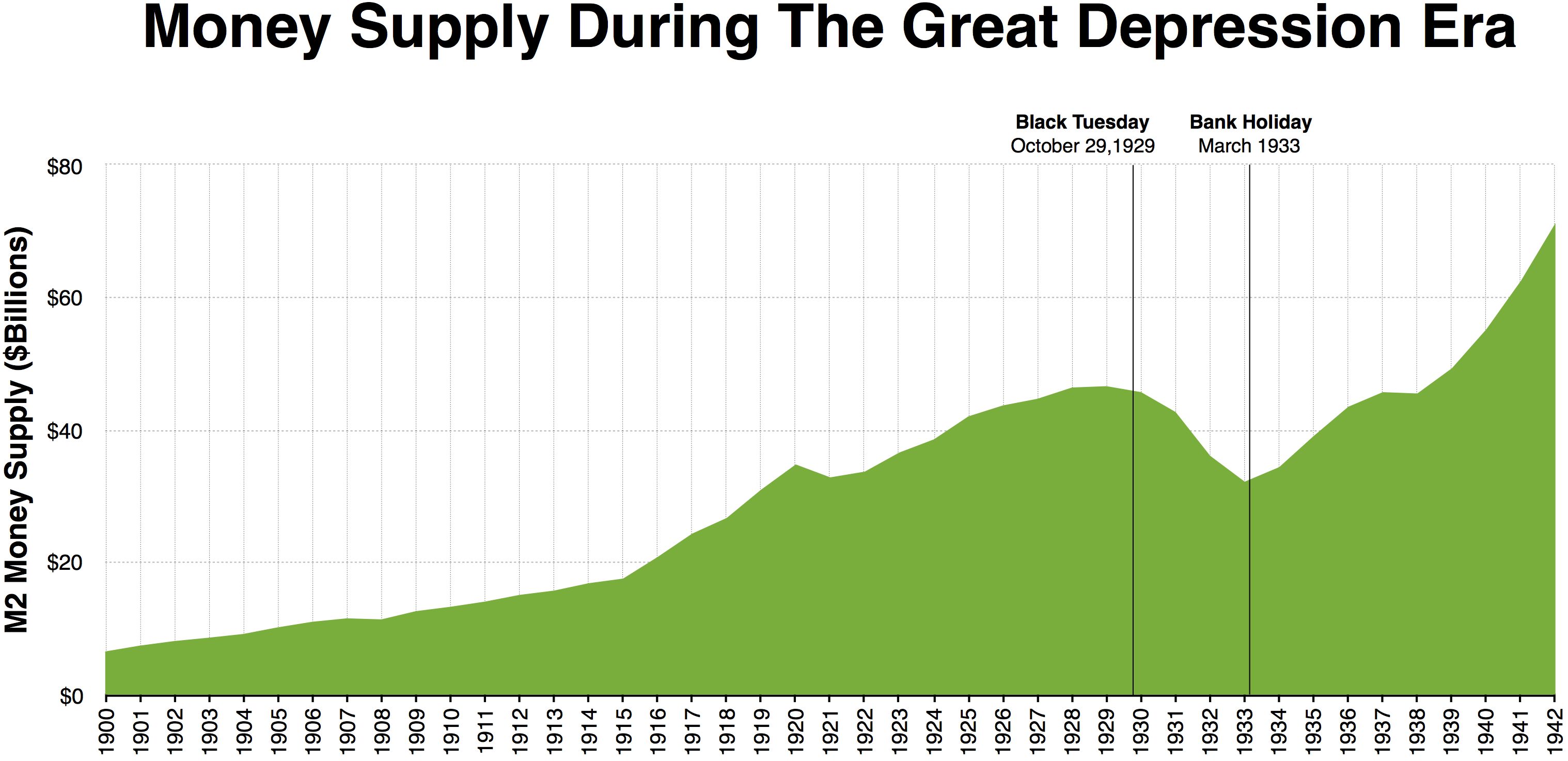
Cung tiền đã giảm đáng kể giữa Thứ Ba Đen và Ngày lễ Ngân hàng vào tháng 3 năm 1933 khi có rất nhiều ngân hàng bị rút tiền trên khắp Hoa Kỳ.

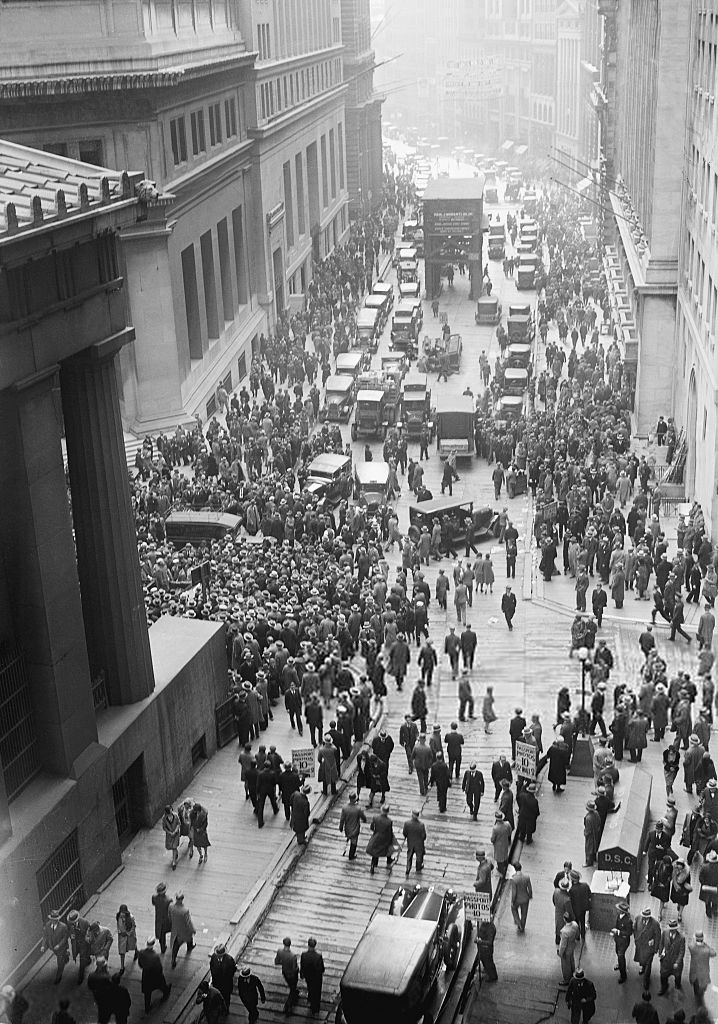
Đám đông tụ tập tại ngã tư Phố Wall và Phố Broad sau vụ sụp đổ thị trường chứng khoán năm 1929

Sản xuất công nghiệp của Hoa Kỳ (1928–39)

Hai lý thuyết kinh tế cạnh tranh kinh điển của cuộc Đại khủng hoảng là giải thích theo trường phái Keynes (theo hướng cầu) và theo thuyết tiền tệ. Cũng có nhiều lý thuyết không chính thống khác nhau coi thường hoặc bác bỏ những giải thích của phái Keynes và các nhà tiền tệ học. Sự đồng thuận giữa các lý thuyết theo hướng cầu là sự mất niềm tin quy mô lớn đã dẫn đến giảm đột ngột trong tiêu dùng và chi tiêu đầu tư. Một khi hoảng loạn và giảm phát bắt đầu, nhiều người tin rằng họ có thể tránh bị thiệt hại thêm bằng cách tránh chi tiêu. Giữ tiền trở nên có lãi khi giá giảm xuống và một lượng tiền nhất định mua được nhiều hàng hơn, đã làm trầm trọng thêm sự sụt giảm nhu cầu. Các nhà tiền tệ tin rằng cuộc Đại khủng hoảng bắt đầu như một cuộc suy thoái bình thường, nhưng việc thu hẹp nguồn cung tiền đã làm trầm trọng thêm tình hình kinh tế, khiến cuộc suy thoái trở thành cuộc Đại khủng hoảng.
Các nhà kinh tế học và sử học kinh tế gần như không đồng ý về việc liệu lời giải thích tiền tệ truyền thống rằng lực lượng tiền tệ là nguyên nhân chính của cuộc Đại khủng hoảng là đúng, hay cách giải thích truyền thống của Keynes rằng sự sụt giảm trong chi tiêu tự chủ, đặc biệt là đầu tư, là lời giải thích chính cho sự khởi đầu của cuộc Đại khủng hoảng. Ngày nay cũng có sự hỗ trợ đáng kể về mặt học thuật đối với lý thuyết giảm phát nợ và giả thuyết kỳ vọng - được xây dựng dựa trên giải thích về tiền tệ của Milton Friedman và Anna Schwartz - thêm vào các giải thích phi tiền tệ.
Có sự đồng thuận rằng Hệ thống Dự trữ Liên bang nên cắt ngắn quá trình giảm phát tiền tệ và sụp đổ ngân hàng, bằng cách mở rộng nguồn cung tiền và đóng vai trò là người cho vay phương sách cuối cùng. Nếu họ làm được điều này, suy thoái kinh tế sẽ ít nghiêm trọng hơn và ngắn hơn nhiều.

### Giải thích chính thống
Các nhà kinh tế học chính thống hiện đại có những lý do là:
- Không đủ nhu cầu từ khu vực tư nhân và không đủ chi tiêu tài chính (theo trường phái Keynes).
- Giảm cung tiền (chủ nghĩa tiền tệ) và do đó là khủng hoảng ngân hàng, giảm tín dụng và phá sản.

Chi tiêu không đủ, cung tiền giảm và nợ ký quỹ dẫn đến giá cả giảm và phá sản hơn nữa (Giảm phát nợ của Irving Fisher).

#### Quan điểm của Keynes
Nhà kinh tế học người Anh John Maynard Keynes đã lập luận trong Lý thuyết tổng quát về việc làm, lãi suất và tiền tệ rằng việc giảm tổng chi tiêu trong nền kinh tế góp phần làm giảm thu nhập lớn và việc làm thấp hơn mức trung bình. Trong tình hình đó, nền kinh tế đạt trạng thái cân bằng ở mức hoạt động kinh tế thấp và tỷ lệ thất nghiệp cao.
Ý tưởng cơ bản của Keynes rất đơn giản: để giữ cho mọi người được làm việc đầy đủ, các chính phủ phải thâm hụt khi nền kinh tế đang chậm lại, vì khu vực tư nhân sẽ không đầu tư đủ để duy trì sản xuất ở mức bình thường và đưa nền kinh tế thoát khỏi suy thoái. Các nhà kinh tế học theo trường phái Keynes đã kêu gọi các chính phủ trong thời kỳ khủng hoảng kinh tế giải quyết tình trạng trì trệ bằng cách tăng chi tiêu chính phủ hoặc cắt giảm thuế.
Khi thời kỳ suy thoái tiếp diễn, Franklin D. Roosevelt đã thử xây các công trình công cộng, trợ cấp nông trại và các thiết bị khác để khởi động lại nền kinh tế Mỹ, nhưng chưa bao giờ từ bỏ hoàn toàn việc cố gắng cân bằng ngân sách. Theo những người theo trường phái Keynes, điều này đã cải thiện nền kinh tế, nhưng Roosevelt chưa bao giờ chi đủ để đưa nền kinh tế thoát khỏi suy thoái cho đến khi Thế chiến thứ hai bắt đầu.

#### Quan điểm lý thuyết tiền tệ

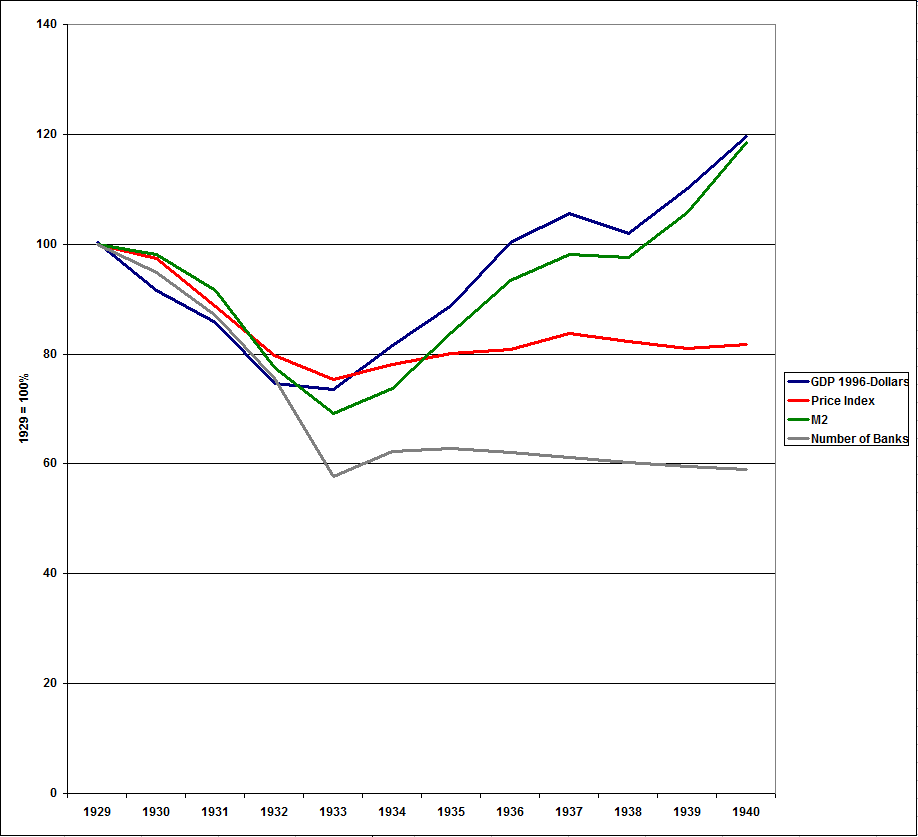
Cuộc Đại khủng hoảng ở Mỹ nhìn từ góc độ tiền tệ. Tổng sản phẩm quốc nội thực tế năm 1996-Đô la (xanh lam), chỉ số giá (đỏ), cung tiền M2 (xanh lục) và số lượng ngân hàng (xám). Tất cả dữ liệu được điều chỉnh thành năm 1929 = 100%.

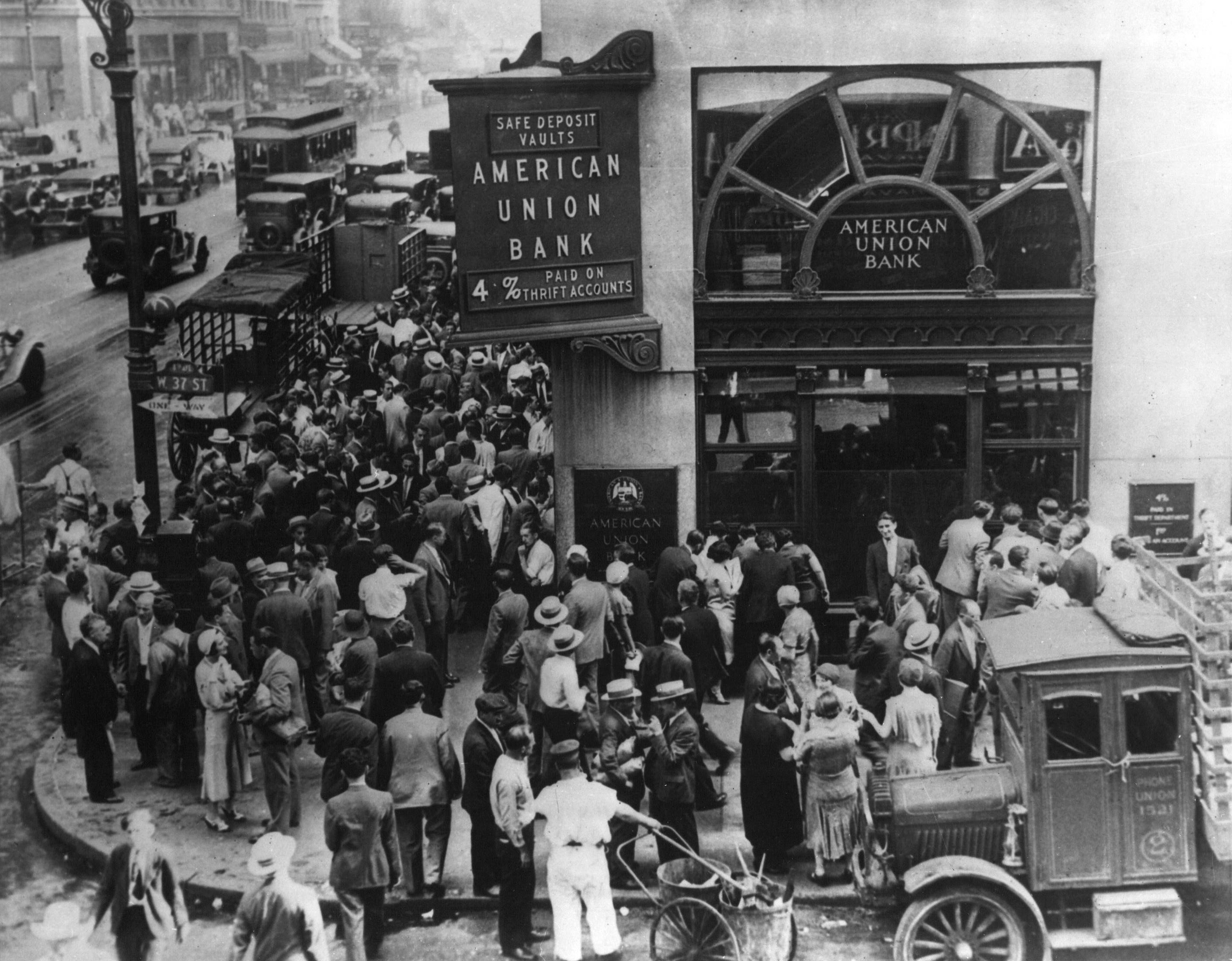
Đám đông tại Ngân hàng American Union của New York trong thời điểm đột biến rút tiền tại ngân hàng thời kỳ đầu của cuộc Đại khủng hoảng

Các nhà kinh tế học người Mỹ Milton Friedman và Anna J. Schwartz đã đưa ra lời giải thích theo chủ nghĩa tiền tệ. Họ cho rằng cuộc Đại khủng hoảng là do cuộc khủng hoảng ngân hàng gây ra khiến 1/3 tổng số ngân hàng biến mất, tài sản của cổ đông ngân hàng giảm và quan trọng hơn là tiền tệ thu hẹp 35%, mà họ gọi là "The Great Coraction ". Điều này khiến giá giảm 33% (giảm phát). Bằng cách không hạ lãi suất, không tăng cơ sở tiền tệ và không bơm thanh khoản vào hệ thống ngân hàng để ngăn hệ thống ngân hàng không bị sụp đổ, Cục Dự trữ Liên bang đã thụ động theo dõi sự biến đổi của một cuộc suy thoái bình thường thành cuộc Đại khủng hoảng. Friedman và Schwartz lập luận rằng sự đi xuống của nền kinh tế, bắt đầu bằng sự sụp đổ của thị trường chứng khoán, sẽ chỉ là một cuộc suy thoái bình thường nếu Cục Dự trữ Liên bang có hành động tích cực. Quan điểm này đã được Thống đốc Cục Dự trữ Liên bang Ben Bernanke tán thành trong một bài phát biểu tôn vinh Friedman và Schwartz với tuyên bố này: 
Let me end my talk by abusing slightly my status as an official representative of the Federal Reserve. I would like to say to Milton and Anna: Regarding the Great Depression, you're right. We did it. We're very sorry. But thanks to you, we won't do it again.
 — Ben S. Bernanke

Cục Dự trữ Liên bang cho phép một số ngân hàng công lớn phá sản- đặc biệt là của Ngân hàng New York của Hoa Kỳ - gây ra hoảng loạn và rút tiền trên diện rộng ở các ngân hàng địa phương, và Cục Dự trữ Liên bang đứng ngồi không yên trong khi các ngân hàng sụp đổ. Friedman và Schwartz lập luận rằng, nếu Fed cho vay khẩn cấp các ngân hàng chủ chốt này, hoặc đơn giản là mua trái phiếu chính phủ trên thị trường mở để cung cấp thanh khoản và tăng lượng tiền sau khi các ngân hàng chủ chốt giảm giá, thì tất cả các ngân hàng còn lại sẽ không đã giảm sau khi lượng lớn đã giảm, và cung tiền sẽ không giảm nhanh và nhiều như trước.
Với số tiền ít hơn đáng kể, các doanh nghiệp không thể vay mới và thậm chí không thể gia hạn các khoản vay cũ, buộc nhiều người phải ngừng đầu tư. Cách giải thích này đổ lỗi cho Cục Dự trữ Liên bang về việc không hành động, đặc biệt là chi nhánh ở New York.
Một lý do tại sao Cục Dự trữ Liên bang đã không hành động để hạn chế sự suy giảm của nguồn cung tiền là bản vị vàng. Vào thời điểm đó, số lượng tín dụng mà Cục Dự trữ Liên bang có thể phát hành bị giới hạn bởi Đạo luật Dự trữ Liên bang, trong đó yêu cầu 40% vàng ủng hộ của các Phiếu dự trữ Liên bang được phát hành. Vào cuối những năm 1920, Cục Dự trữ Liên bang gần như đã đạt đến giới hạn tín dụng cho phép có thể được hỗ trợ bằng vàng mà họ sở hữu. Khoản tín dụng này dưới dạng giấy báo yêu cầu của Cục Dự trữ Liên bang. "Lời hứa của vàng" không bằng "vàng trong tay", đặc biệt là khi họ chỉ có đủ vàng để trang trải 40% số lượng còn lại của Dự trữ Liên bang. Trong thời kỳ ngân hàng hoảng loạn, một phần trong số các giấy báo yêu cầu đó đã được đổi lấy vàng của Cục Dự trữ Liên bang. Vì Cục Dự trữ Liên bang đã đạt đến giới hạn tín dụng cho phép, bất kỳ sự giảm giá vàng nào trong kho của nó đều phải đi kèm với việc giảm tín dụng nhiều hơn. Vào ngày 5 tháng 4 năm 1933, Tổng thống Roosevelt đã ký Sắc lệnh 6102 khiến quyền sở hữu tư nhân đối với chứng chỉ vàng, tiền xu và vàng thỏi là bất hợp pháp, giảm áp lực lên vàng của Cục Dự trữ Liên bang.

#### Giải thích phi tiền tệ hiện đại
Giải thích theo thuyết tiền tệ có hai điểm yếu. Đầu tiên, không thể giải thích tại sao nhu cầu về tiền lại giảm nhanh hơn cung trong thời kỳ suy thoái ban đầu vào năm 1930–31. Thứ hai, không thể giải thích tại sao vào tháng 3 năm 1933, một sự phục hồi đã diễn ra mặc dù lãi suất ngắn hạn vẫn gần bằng 0 và cung tiền vẫn giảm. Những câu hỏi này được giải quyết bằng các giải thích hiện đại dựa trên giải thích tiền tệ của Milton Friedman và Anna Schwartz nhưng thêm vào các giải thích phi tiền tệ.

#### Giảm phát nợ

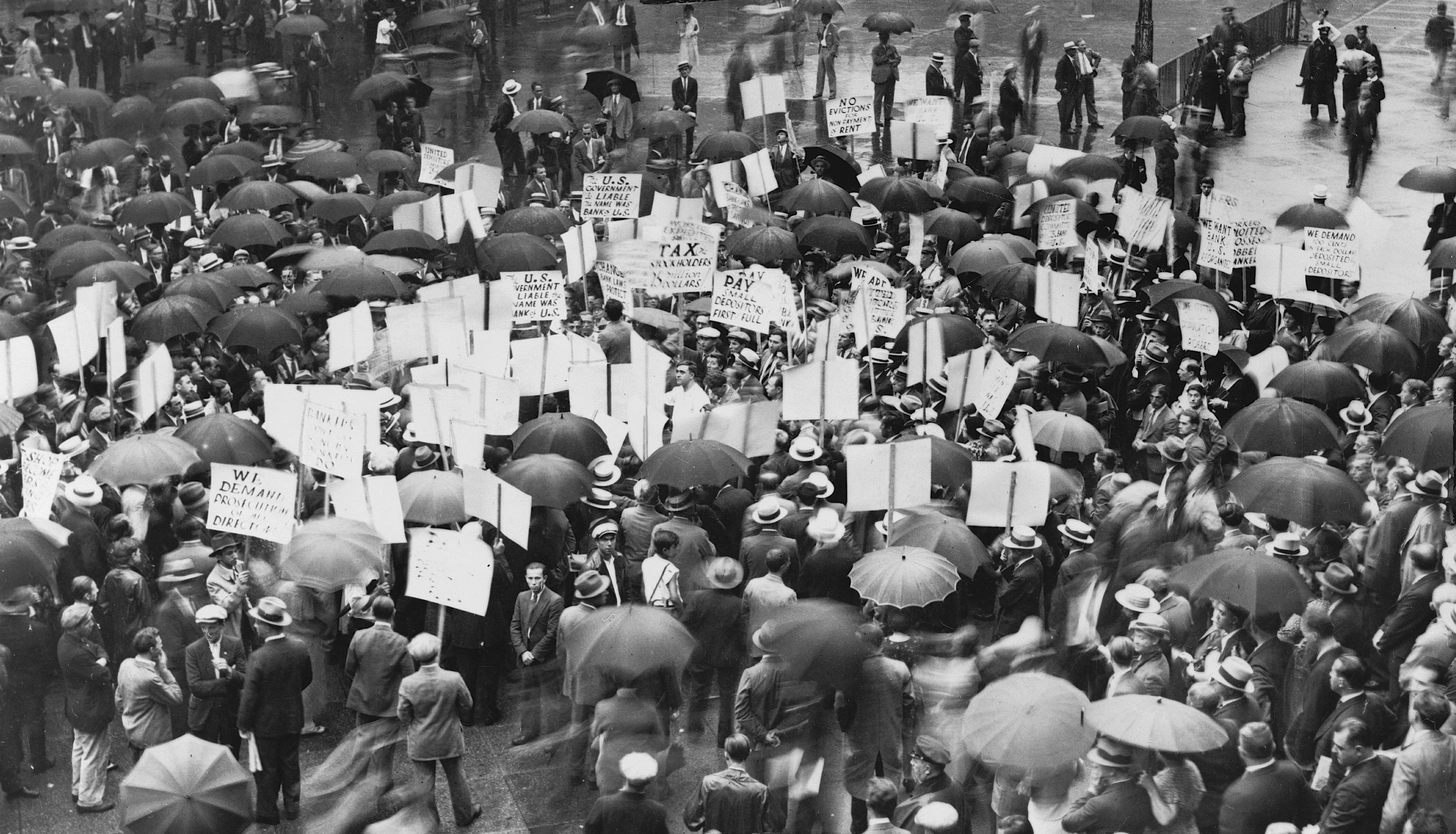
Đám đông bên ngoài Ngân hàng Hoa Kỳ ở New York sau khi ngân hàng mất khả năng thanh toán năm 1931

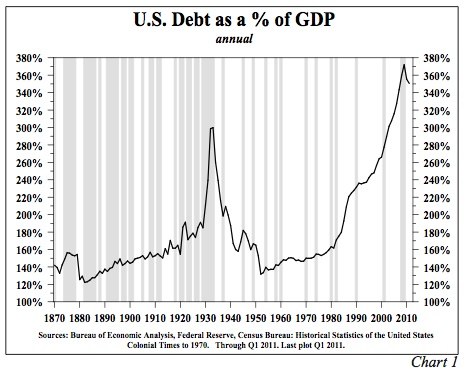

Irving Fisher cho rằng yếu tố chính dẫn đến cuộc Đại khủng hoảng là một vòng luẩn quẩn của giảm phát và tình trạng nợ nần chồng chất ngày càng tăng. Ông đã vạch ra 9 yếu tố tương tác với nhau trong điều kiện nợ nần và giảm phát để tạo ra cơ chế bùng nổ và phá sản. Chuỗi sự kiện diễn ra như sau:
1. Thanh lý nợ và bán nợ
2. Sự co lại của cung tiền khi các khoản vay ngân hàng được trả hết
3. Giá tài sản giảm
4. Giá trị ròng của các doanh nghiệp vẫn tiếp tục giảm, dẫn đến phá sản
5. Lợi nhuận giảm
6. Giảm sản lượng, thương mại và việc làm
7. Bi quan và mất tự tin
8. Tích trữ tiền
9. Lãi suất danh nghĩa giảm và lãi suất điều chỉnh giảm phát tăng lên [37]

Trong cuộc khủng hoảng năm 1929 trước cuộc Đại khủng hoảng, yêu cầu ký quỹ chỉ là 10%. Nói cách khác, các công ty môi giới sẽ cho vay 9 đô la cho mỗi 1 đô la mà một nhà đầu tư đã ký quỹ. Khi thị trường giảm, các công ty môi giới đã gọi các khoản vay này và không thể thu hồi chúng. Các ngân hàng bắt đầu không có khả năng thanh toán khi con nợ vỡ nợ và người gửi tiền cố gắng rút tiền gửi của họ trên quy mô lớn, kích hoạt nhiều vụ rút tiền đột biến ra khỏi ngân hàng. Bảo lãnh của chính phủ và các quy định ngân hàng của Cục Dự trữ Liên bang để ngăn chặn những cơn hoảng loạn như vậy đã không hiệu quả hoặc không được sử dụng. Các ngân hàng mất khả năng thanh toán dẫn đến việc mất hàng tỷ đô la tài sản.
Các khoản nợ tồn đọng trở nên nặng nề hơn, vì giá cả và thu nhập giảm từ 20–50% nhưng các khoản nợ vẫn duy trì với con số cũ. Sau cuộc khủng hoảng năm 1929 và trong 10 tháng đầu năm 1930, 744 ngân hàng Hoa Kỳ đã thất bại. (Tổng cộng, 9.000 ngân hàng đã thất bại trong những năm 1930.) Đến tháng 4 năm 1933, khoảng $ 7   hàng tỷ tiền gửi đã bị đóng băng tại các ngân hàng không hoạt động hoặc những ngân hàng không được cấp phép sau Kỳ nghỉ Ngân hàng Tháng Ba. Sự thất bại của ngân hàng trở nên nổi như cồn khi các nhân viên ngân hàng tuyệt vọng đòi các khoản vay mà người đi vay không có thời gian hoặc tiền để trả. Với lợi nhuận trong tương lai có vẻ kém, đầu tư vốn và xây dựng bị chậm lại hoặc chấm dứt hoàn toàn. Đối mặt với các khoản nợ xấu và triển vọng tương lai xấu đi, các ngân hàng còn tồn tại càng trở nên thận trọng hơn trong việc cho vay. Các ngân hàng tích lũy vốn dự trữ và cho vay ít hơn, điều này làm tăng áp lực giảm phát. Một vòng luẩn quẩn đã phát triển và vòng xoáy đi xuống tăng tốc.
Việc thanh lý nợ không thể theo kịp với đà giảm giá mà nó gây ra. Hiệu ứng hàng loạt của vụ giẫm đạp để thanh lý đã làm tăng giá trị của mỗi đô la nợ, so với giá trị tài sản nắm giữ giảm. Chính nỗ lực của các cá nhân để giảm bớt gánh nặng nợ nần của họ đã làm tăng nó một cách hiệu quả. Nghịch lý là con nợ càng cố trả nợ thì họ nợ càng nhiều. Quá trình tự làm trầm trọng thêm này đã biến cuộc suy thoái năm 1930 thành cuộc Đại khủng hoảng năm 1933.
Lý thuyết giảm phát nợ của Fisher ban đầu không có ảnh hưởng chủ đạo vì có lập luận phản bác rằng giảm phát nợ đại diện cho sự phân bổ lại từ một nhóm (con nợ) sang nhóm khác (chủ nợ). Việc tái phân phối thuần túy sẽ không có tác động kinh tế vĩ mô đáng kể.
Dựa trên cả giả thuyết tiền tệ của Milton Friedman và Anna Schwartz và giả thuyết giảm phát nợ của Irving Fisher, Ben Bernanke đã phát triển một cách khác trong đó cuộc khủng hoảng tài chính ảnh hưởng đến sản lượng. Ông dựa trên lập luận của Fisher rằng mức giá và thu nhập danh nghĩa giảm mạnh dẫn đến gánh nặng nợ thực tế ngày càng tăng, dẫn đến con nợ mất khả năng thanh toán và do đó làm giảm tổng cầu; khi đó mức giá giảm hơn nữa sẽ dẫn đến vòng xoáy giảm phát nợ. Theo Bernanke, một sự sụt giảm nhỏ trong mức giá chỉ đơn giản là tái phân bổ của cải từ con nợ sang chủ nợ mà không gây thiệt hại cho nền kinh tế. Nhưng khi giảm phát trầm trọng, giá tài sản giảm cùng với việc con nợ phá sản dẫn đến giá trị danh nghĩa của tài sản trên bảng cân đối kế toán của ngân hàng giảm. Các ngân hàng sẽ phản ứng bằng cách thắt chặt các điều kiện tín dụng của họ, từ đó dẫn đến tình trạng khủng hoảng tín dụng gây tổn hại nghiêm trọng đến nền kinh tế. Khủng hoảng tín dụng làm giảm đầu tư và tiêu dùng, dẫn đến giảm tổng cầu và góp phần thêm vào vòng xoáy giảm phát.

#### Giả thuyết về kỳ vọng
Kể từ khi kinh tế chủ đạo chuyển sang tổng hợp tân cổ điển, kỳ vọng là yếu tố trung tâm của các mô hình kinh tế vĩ mô. Theo Peter Temin, Barry Wigmore, Gauti B. Eggertsson và Christina Romer, chìa khóa để phục hồi và chấm dứt cuộc Đại khủng hoảng do quản lý thành công kỳ vọng của công chúng. Luận điểm dựa trên quan sát rằng sau nhiều năm giảm phát và suy thoái rất nghiêm trọng, các chỉ số kinh tế quan trọng đã chuyển sang tích cực vào tháng 3 năm 1933 khi Franklin D. Roosevelt nhậm chức. Giá tiêu dùng chuyển từ giảm phát sang lạm phát nhẹ, sản xuất công nghiệp chạm đáy vào tháng 3 năm 1933, và đầu tư tăng gấp đôi vào năm 1933 với sự quay đầu vào tháng 3 năm 1933. Không có lực lượng tiền tệ nào để giải thích sự thay đổi đó. Cung tiền vẫn giảm và lãi suất ngắn hạn vẫn gần bằng không. Trước tháng 3 năm 1933, người ta dự đoán sẽ tiếp tục giảm phát và suy thoái đến mức lãi suất bằng 0 cũng không kích thích đầu tư. Nhưng khi Roosevelt công bố những thay đổi lớn về chế độ, mọi người bắt đầu kỳ vọng vào lạm phát và sự mở rộng kinh tế. Với những kỳ vọng tích cực này, lãi suất ở mức 0 bắt đầu kích thích đầu tư giống như những gì họ đã mong đợi. Sự thay đổi chế độ chính sách tài chính và tiền tệ của Roosevelt đã giúp các mục tiêu chính sách của ông trở nên đáng tin cậy. Kỳ vọng về thu nhập trong tương lai cao hơn và lạm phát trong tương lai cao hơn đã kích thích nhu cầu và đầu tư. Phân tích cho thấy rằng việc loại bỏ các giáo điều chính sách về chế độ bản vị vàng, ngân sách cân bằng trong thời kỳ khủng hoảng và chính phủ nhỏ dẫn đến sự thay đổi nội sinh trong kỳ vọng chiếm khoảng 70–80% sự phục hồi của sản lượng và giá cả từ năm 1933 đến năm 1937. Nếu sự thay đổi chế độ không xảy ra và chính sách Hoover tiếp tục, nền kinh tế sẽ tiếp tục rơi tự do vào năm 1933, và sản lượng năm 1937 sẽ thấp hơn 30% so với năm 1933.
Cuộc suy thoái 1937–38, vốn làm chậm sự phục hồi kinh tế từ cuộc Đại khủng hoảng, được giải thích là do dân chúng lo ngại rằng việc thắt chặt chính sách tài khóa và tiền tệ vừa phải vào năm 1937 là những bước đầu tiên để khôi phục chế độ chính sách trước năm 1933.

#### Vị thế chung
Ngày nay, các nhà kinh tế có sự đồng thuận chung rằng chính phủ và ngân hàng trung ương nên làm việc để giữ cho tổng sản phẩm quốc nội và cung tiền tệ được kết nối với nhau trong nền kinh tế vĩ mô trên một con đường tăng trưởng ổn định. Khi bị đe dọa bởi kỳ vọng về một đợt suy thoái, các ngân hàng trung ương nên mở rộng thanh khoản trong hệ thống ngân hàng và chính phủ nên cắt giảm thuế và tăng tốc chi tiêu để ngăn chặn sự sụp đổ của cung tiền và tổng cầu.
Vào đầu cuộc Đại khủng hoảng, hầu hết các nhà kinh tế học tin vào định luật Say và sức mạnh cân bằng của thị trường, và không hiểu được mức độ nghiêm trọng của cuộc Đại khủng hoảng. Chủ nghĩa thanh khoản hoàn toàn bỏ mặc là một quan điểm phổ biến và được các nhà kinh tế học của Trường phái Áo nắm giữ phổ biến. Quan điểm của chủ nghĩa thanh lý cho rằng sự suy thoái có tác dụng thanh lý các doanh nghiệp thất bại và các khoản đầu tư đã lỗi thời do phát triển công nghệ - giải phóng các yếu tố sản xuất (vốn và lao động) để tái triển khai trong các lĩnh vực khác có năng suất cao hơn của nền kinh tế năng động. Họ cho rằng ngay cả khi sự tự điều chỉnh của nền kinh tế gây ra phá sản hàng loạt thì đó vẫn là hướng đi tốt nhất.

Các nhà kinh tế như Barry Eichengreen và J. Bradford DeLong lưu ý rằng Tổng thống Herbert Hoover đã cố gắng giữ cân bằng ngân sách liên bang cho đến năm 1932, khi ông mất niềm tin vào Bộ trưởng Tài chính Andrew Mellon và thay thế ông. Một quan điểm ngày càng phổ biến giữa các nhà sử học kinh tế là việc nhiều nhà hoạch định chính sách của Cục Dự trữ Liên bang tuân theo quan điểm thanh khoản đã dẫn đến những hậu quả tai hại. Không giống như những gì các nhà thanh lý dự kiến, một phần lớn vốn cổ phần không được tái triển khai mà đã biến mất trong những năm đầu tiên của cuộc Đại khủng hoảng. Theo một nghiên cứu của Olivier Blanchard và Lawrence Summers, suy thoái kinh tế khiến tích lũy vốn ròng giảm xuống mức trước năm 1924 vào năm 1933. Milton Friedman gọi chủ nghĩa thanh lý mặc nhiên là "điều vô nghĩa nguy hiểm". Ông đã viết: 
I think the Austrian business-cycle theory has done the world a great deal of harm. If you go back to the 1930s, which is a key point, here you had the Austrians sitting in London, Hayek and Lionel Robbins, and saying you just have to let the bottom drop out of the world. You've just got to let it cure itself. You can't do anything about it. You will only make it worse.... I think by encouraging that kind of do-nothing policy both in Britain and in the United States, they did harm.

### Các lý thuyết không chính thống

#### Trường phái Áo
Hai nhà lý thuyết nổi bật trong Trường phái Áo về Đại khủng hoảng bao gồm nhà kinh tế học người Áo Friedrich Hayek và nhà kinh tế học người Mỹ Murray Rothbard, người đã viết cuộc Đại khủng hoảng của nước Mỹ (1963). Theo quan điểm của họ, giống như các nhà kinh tế tiền tệ, Cục Dự trữ Liên bang (được thành lập vào năm 1913) chịu nhiều trách nhiệm; tuy nhiên, không giống như những người theo chủ nghĩa Tiền tệ, họ cho rằng nguyên nhân chính của cuộc Suy thoái là do cung tiền mở rộng trong những năm 1920, dẫn đến bùng nổ tín dụng không bền vững.
Theo quan điểm của trường phái Áo, chính sự lạm phát cung tiền này đã dẫn đến sự bùng nổ không bền vững về giá cả tài sản (cổ phiếu và trái phiếu) và tư liệu sản xuất. Do đó, vào thời điểm Cục Dự trữ Liên bang thắt chặt vào năm 1928 thì đã quá muộn để ngăn chặn sự suy giảm kinh tế. Vào tháng 2 năm 1929 Hayek đã xuất bản một bài báo dự đoán hành động của Cục Dự trữ Liên bang sẽ dẫn đến một cuộc khủng hoảng bắt đầu trên thị trường chứng khoán và tín dụng.
Theo Rothbard, việc chính phủ hỗ trợ các doanh nghiệp thất bại và nỗ lực giữ mức lương cao hơn giá trị thị trường thực sự đã kéo dài thời kỳ suy thoái. Không giống như Rothbard, sau năm 1970 Hayek tin rằng Cục Dự trữ Liên bang đã góp phần vào các vấn đề của cuộc Suy thoái bằng cách cho phép nguồn cung tiền thu hẹp trong những năm đầu tiên của cuộc Suy thoái. Tuy nhiên, trong thời kỳ suy thoái (năm 1932  và năm 1934)  Hayek đã chỉ trích cả Cục Dự trữ Liên bang và Ngân hàng Trung ương Anh vì đã không có lập trường thoải mái hơn.
Hans Sennholz lập luận rằng hầu hết sự bùng nổ và đổ vỡ mà cản nền kinh tế Mỹ, chẳng hạn như những lần đổ vỡ trong 1819-1820, 1839-1843, 1857-1860, 1873-1878, 1893-1897, và 1920-1921, được tạo ra bởi chính phủ tạo ra một sự bùng nổ thông qua tiền bạc và tín dụng dễ dàng, ngay sau đó là sự phá sản không thể tránh khỏi. Vụ tai nạn ngoạn mục năm 1929 sau 5 năm mở rộng tín dụng liều lĩnh của Hệ thống Dự trữ Liên bang thuộc Cơ quan Quản lý Coolidge. Việc thông qua Tu chính án thứ mười sáu, thông qua Đạo luật Dự trữ Liên bang, thâm hụt gia tăng của chính phủ, việc thông qua Đạo luật Thuế quan Hawley-Smoot và Đạo luật Doanh thu năm 1932, đã làm trầm trọng thêm và kéo dài cuộc khủng hoảng.
Ludwig von Mises đã viết vào những năm 1930: “Việc mở rộng tín dụng không thể làm tăng nguồn cung hàng hóa thực tế. Nó chỉ mang lại sự sắp xếp lại. Nó chuyển hướng đầu tư vốn ra khỏi lộ trình do tình trạng kinh tế giàu có và điều kiện thị trường quy định. Nó khiến sản xuất theo đuổi những con đường mà nó sẽ không đi theo trừ khi nền kinh tế đạt được sự gia tăng của cải vật chất. Kết quả là, sự thăng tiến thiếu một cơ sở vững chắc. Đó không phải là sự thịnh vượng thực sự. Đó là sự thịnh vượng ảo tưởng. Nó không phát triển từ sự gia tăng của cải kinh tế, tức là sự tích lũy tiết kiệm được dành cho đầu tư sản xuất. Đúng hơn, nó phát sinh do việc mở rộng tín dụng đã tạo ra ảo tưởng về sự gia tăng như vậy. Không sớm thì muộn, phải thấy rõ rằng tình hình kinh tế này được xây dựng trên cát. " 

## Tác động lịch sử

### Tác động chính trị

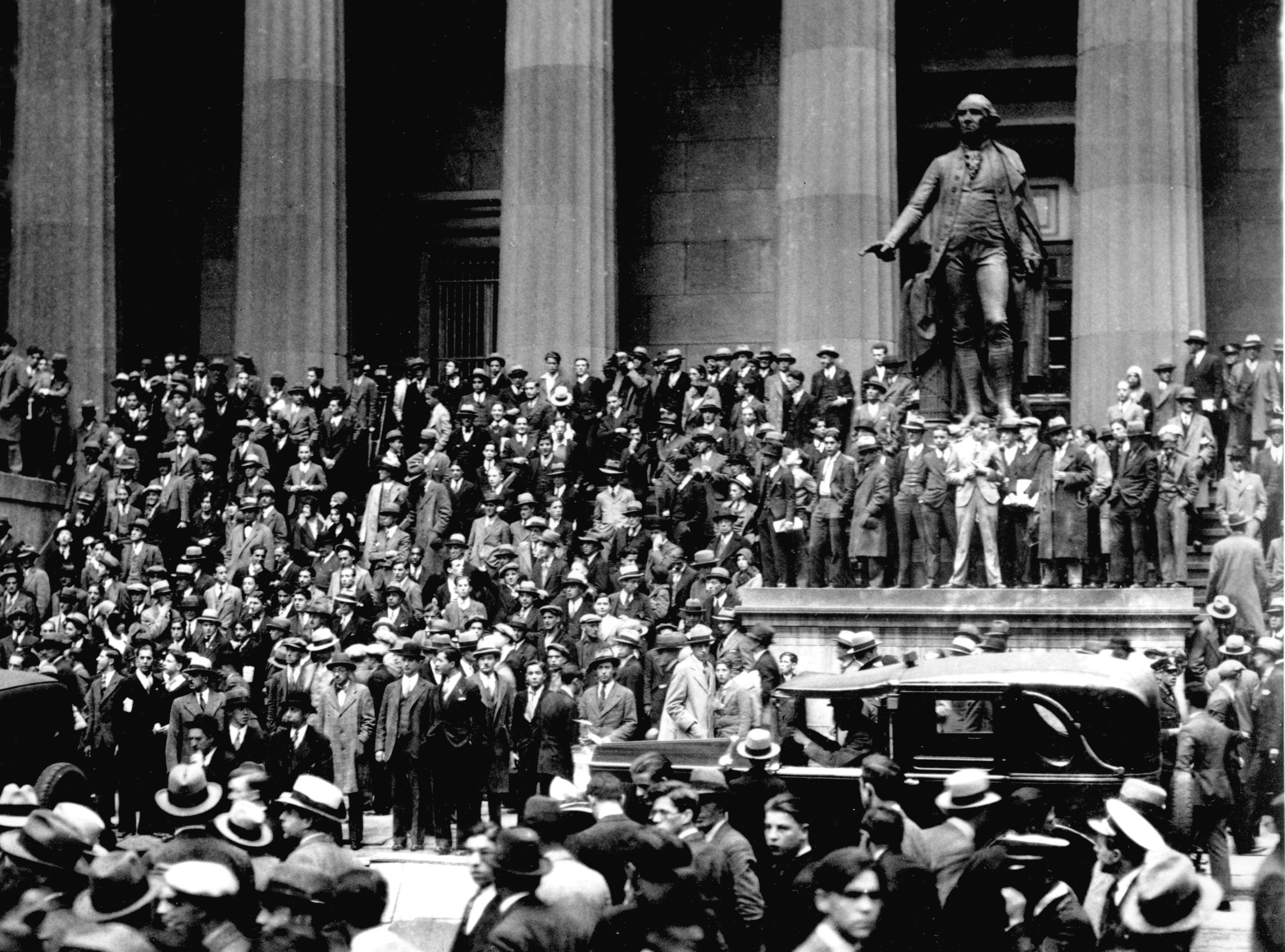
Vào ngày 24 tháng 10 năm 1929, người dân tụ tập trên bậc thềm của toà nhà phụ ngân khố đối diện Sở Giao dịch Chứng khoán New York. Chỉ sau năm ngày giao dịch điên cuồng, ngày 29 tháng 10 năm 1929, hàng nghìn nhà đầu tư đã mất toàn bộ số tiền tiết kiệm trong vụ sụp đổ thị trường cổ phiếu tồi tệ nhất trong lịch sử Phố Wall. Việc đầu cơ quá mức bằng tiền vay đã đẩy giá trị thị trường lên một cách phi thực tế. Cuối cùng, các lệnh mua khổng lồ do các thế lực tài chính mạnh mẽ dựng lên vội vàng đã kìm hãm được đợt bán tháo hoảng loạn nhất mà thị trường cổ phiếu từng chứng kiến. Ngay sau đó, cuộc Đại khủng hoảng bùng nổ. (Ảnh: AP)

Cuộc Đại khủng hoảng đã gây ra những ảnh hưởng sâu rộng trong lĩnh vực chính trị, cụ thể là:
1. Gia tăng sự can thiệp của chính phủ vào chính sách kinh tế, hình thành nên chủ nghĩa Keynes, theo đó chính phủ được xem là có trách nhiệm điều tiết thị trường nhằm giảm thiểu khủng hoảng và thất nghiệp;
2. Chủ nghĩa dân tộc kinh tế trỗi dậy, đặc biệt là thông qua các chính sách bảo hộ mậu dịch, nâng cao thuế quan để bảo vệ nền sản xuất trong nước;
3. Sự trỗi dậy của tư tưởng cánh hữu: So với các nguyên nhân khác, Đại khủng hoảng là yếu tố quan trọng nhất giải thích tại sao từ năm 1932 đến năm 1938, nhiều nước ở châu Âu và Mỹ La-tinh dần dần cánh hữu hoá, nghĩa là chuyển sang các chính phủ bảo thủ, độc tài;
4. Thúc đẩy con đường quân sự hoá của Đức và Nhật Bản, vì mục đích thoát khỏi Đại khủng hoảng mà thông qua xâm lược và bành trướng, đồng thời mở đường cho sự phát triển của chủ nghĩa phát xít;
5. Góp phần tạo điều kiện cho sự trỗi dậy của các nhà độc tài như Adolf Hitler và Tojo Hideki, gián tiếp hình thành sự bùng nổ của Đại chiến thế giới lần thứ hai. Tuy nhiên, cần chú ý rằng Đại khủng hoảng chỉ tạo ra cơ hội chứ không phải là nguyên nhân tất yếu dẫn đến thành công của Hitler. Cơ hội này biến thành hiện thực chính là do sự kết hợp của nhiều yếu tố khác, bao gồm tài năng của Hitler, sự hậu thuẫn từ các nhóm lợi ích và sự thiếu tầm nhìn xa của đối thủ – những người đã đánh giá thấp Hitler và không thể đoàn kết để chống lại ông ta;[61]
6. Tạo thuận lợi cho quá trình công nghiệp hoá của Liên Xô: Trong khi phần lớn các quốc gia tư bản chịu ảnh hưởng nặng nề từ cuộc Đại khủng hoảng, Liên Xô gần như không bị tác động. Trái lại, đây còn là thời kì khuếch trương công nghiệp mạnh mẽ của nước này. Việc Liên Xô tránh được tác động của cuộc Đại khủng hoảng dường như đã chứng minh mô hình chính trị Liên Xô là một hình mẫu hợp lí, đồng thời kích thích sự trỗi dậy của các phong trào chính trị trong khu vực lân cận, dẫn đến sự lan rộng của tư tưởng cộng sản.

Cuộc Đại khủng hoảng đã để lại nhiều tác động sâu sắc về mặt chính trị, trong đó một hệ quả quan trọng là chấm dứt chủ nghĩa tự do kinh tế, nhường chỗ cho chủ nghĩa Keynes, được hiện thực hoá qua chính sách New Deal (Tân Chính sách) của Tổng thống Franklin D. Roosevelt. Tân Chính sách đã mở rộng sức ảnh hưởng của chính quyền liên bang trong nền kinh tế quốc dân. Từ năm 1933 đến năm 1939, chi tiêu liên bang tăng gấp ba lần, khiến các đối thủ chính trị của Roosevelt chỉ trích rằng ông đang biến nước Mỹ thành một quốc gia theo đường lối xã hội chủ nghĩa.
Sau Đại chiến thế giới lần thứ hai, cuộc Đại khủng hoảng đã dẫn đến hầu hết các nước châu Âu áp dụng mô hình chủ nghĩa dân chủ xã hội và kinh tế kế hoạch (xem Kế hoạch Marshall). Mặc dù học phái kinh tế Áo đã bắt đầu thách thức chủ nghĩa Keynes từ những năm 1920, nhưng phải đến thập niên 1970, dưới ảnh hưởng của Milton Friedman, chủ nghĩa Keynes mới được các nhà chính trị đặt dấu hỏi về sự hiệu quả của học thuyết này.

### Tác động xã hội
Thập niên 1920 được gọi là “Thời đại Mới”, khi của cải và cơ hội dường như đã rộng mở trước mắt người Mỹ – những người chiến thắng trong Thế chiến I. Cả xã hội đổ xô chạy theo công nghệ mới và lối sống mới, trong đó, “tiêu dùng phô trương” trở thành trào lưu của thời đại. Tổng thống Herbert Hoover cũng đầy lạc quan khi tuyên bố: “Chúng ta đang đứng trước ngưỡng cửa của chiến thắng cuối cùng trong cuộc chiến chống lại đói nghèo, và các khu ổ chuột sẽ biến mất khỏi nước Mỹ.”
Ngày 29 tháng 10 năm 1929, thị trường cổ phiếu Phố Wall sụp đổ, khởi đầu cho thảm họa “Thứ ba Đen tối” (Black Tuesday). Trong ngày hôm đó, giá cổ phiếu lao dốc không phanh, từ đỉnh cao rơi xuống vực thẳm chỉ trong chớp mắt, nhanh đến mức hệ thống bảng điện tử hiển thị giá chứng khoán cũng không kịp cập nhật. Trong cơn Đại khủng hoảng, một bài đồng dao châm biếm đã lan truyền khắp New York: “Mellon kéo còi báo hiệu, Hoover gõ chuông vang, Phố Wall ra tín hiệu, cả nước lao xuống địa ngục.” (Mellon pulled the whistle, Hoover rang the bell, Wall Street gave the signal and the country went to hell.) Ngay sau đó, một chuỗi phản ứng dây chuyền kinh hoàng đã diễn ra: dòng người hoảng loạn rút tiền khỏi ngân hàng, hệ thống ngân hàng sụp đổ, nhà máy đóng cửa, công nhân mất việc, nghèo đói lan tràn, và các phong trào phản kháng có tổ chức đẩy đất nước đến bờ vực nội chiến.
Các chủ đại nông trường và nhà tư bản nông nghiệp đã phá huỷ một lượng lớn nông sản “thặng dư quá mức”: dùng lúa mì và ngô đốt thay than đá làm nhiên liệu, nông dân đổ bỏ sữa, lập đội duy trì trật tự nhằm ngăn chặn xe chở sữa đến các nhà máy sản xuất bơ và phô mai, thậm chí có những vụ đánh bom phá hoại nhà máy. Trong các thành phố, người vô gia cư dựng lên những túp lều tạm bợ bằng ván gỗ, tôn cũ, vải dầu, thậm chí cả bìa giấy để làm nơi trú ngụ. Những khu lều trại này được gọi là “Làng Hoover”. Chiếc túi đựng đồ hành khất của người lang thang được gọi là “túi Hoover”, xe hơi không còn xăng phải kéo bằng sức ngựa thì được gọi là “xe Hoover”, còn những người ngủ trên ghế đá công viên, lấy báo phủ lên để giữ ấm, thì tờ báo ấy được gọi là “chăn Hoover”.
Hình ảnh những người bán trái cây dạo trên đường phố trở thành biểu tượng tiêu biểu nhất của thời kì Đại khủng hoảng. Trong số họ, có không ít người từng là những thương gia hay chủ ngân hàng giàu có. Thế nhưng, tác động nghiêm trọng nhất và cũng đáng sợ nhất của sự suy thoái kinh tế tại Mỹ lại chính là sự kiện Đảng Quốc Xã giành chiến thắng trong cuộc bầu cử năm 1933 ở Đức.
Do Hoa Kỳ giữ vị trí trung tâm trong nền kinh tế thế giới, cuộc khủng hoảng kinh tế tại nước này đã nhanh chóng lan rộng, dẫn đến cuộc Đại khủng hoảng bao trùm trên toàn bộ thế giới tư bản chủ nghĩa. Cuộc khủng hoảng kinh tế bắt nguồn từ suy thoái nông nghiệp, thể hiện qua sự sụt giảm giá nông sản. Đầu tiên phát sinh từ giá gỗ vào năm 1928, nguyên nhân chủ yếu giá gỗ suy giảm là do cạnh tranh từ gỗ của Liên Xô (đa phần gỗ thô đến từ Siberia). Tuy nhiên, thảm hoạ lớn hơn thực sự nổ ra vào năm 1929, khi sản lượng lúa mì của Canada dư thừa quá mức, buộc Mỹ phải ép giá tất cả các loại ngũ cốc cơ bản tại các khu vực sản xuất nông sản. Dù là ở châu Âu, châu Mỹ hay Úc, suy thoái nông nghiệp càng trở nên trầm trọng hơn do sự sụp đổ của hệ thống tài chính. Đặc biệt tại Mỹ, cơn sốt đầu cơ đã khiến dòng vốn với số lượng rất lớn bị rút khỏi châu Âu, dẫn đến cú sốc kinh hoàng vào tháng 10 năm 1929 khi thị trường cổ phiếu Phố Wall sụp đổ. Đến năm 1931, các ngân hàng Pháp thu hồi các khoản cho vay đối với ngân hàng Áo, nhưng số tiền này vẫn không đủ để bù đắp những khoản nợ khổng lồ.
Thảm hoạ kinh tế quy mô lớn này đã khiến rất nhiều quốc gia ở Trung Âu và Đông Âu rơi vào khủng hoảng thể chế: các ngân hàng Đức, để tự bảo vệ mình, đã trì hoãn việc trả nợ nước ngoài, kéo theo nguy cơ cho các ngân hàng Anh, vốn có khoản đầu tư rất lớn tại Đức. Sự thiếu hụt dòng vốn, ở tất cả các quốc gia công nghiệp hoá, đều dẫn đến sự sụt giảm mạnh mẽ cả trong xuất khẩu lẫn tiêu dùng nội địa. Khi không có thị trường, các nhà máy tất nhiên phải đóng cửa; hàng hoá sản xuất ít đi, đồng nghĩa với việc lưu thông hàng hoá cũng suy giảm, từ đó gây tổn hại cho ngành hải vận và ngành đóng tàu. Ở mọi quốc gia, hậu quả của suy thoái kinh tế là tình trạng thất nghiệp trên diện rộng: tại Mỹ, số người thất nghiệp lên tới 13,7 triệu, ở Đức là 5,6 triệu, còn Anh là 2,8 triệu (số liệu cao nhất năm 1932). Cuộc Đại khủng hoảng cũng tác động mạnh đến khu vực Mỹ La-tinh, khiến một khu vực hầu như hoàn toàn bị chi phối bởi các ngân hàng và giới tư bản doanh nghiệp phương Tây bị cắt đứt nguồn vốn nước ngoài và mất đi thị trường xuất khẩu hàng hoá.
Tình trạng thất nghiệp tràn lan đã làm mức sống ở các quốc gia sụt giảm nghiêm trọng. Ngay cả nước Mỹ giàu có nhất, cũng tồn tại rộng khắp cảnh khốn cùng và nghèo đói, đặc biệt là trong giai đoạn đầu của cuộc khủng hoảng, khi việc cứu trợ chủ yếu phụ thuộc vào các tổ chức tư nhân và chính quyền địa phương vốn thiếu nguồn lực tài chính. Ở Đức, do tỉ lệ thất nghiệp còn cao hơn, cho nên cảm giác tuyệt vọng và căng thẳng xã hội càng trở nên sâu sắc. Chính điều này cuối cùng đã tạo điều kiện cho sự thành công của Hitler, bởi khi hỗn loạn xã hội lan rộng, tất nhiên sản sinh tác động chính trị sâu sắc.

### Tác động quốc tế
Austen Chamberlain - ngoại trưởng Anh Quốc, khi so sánh tình thế quốc tế năm 1932 với thời kì Công ước Locarno (en), đã nhận xét:
Tôi quan sát thế giới ngày nay, đồng thời đối chiếu tình hình hiện tại với thời kì đó, tôi buộc phải thừa nhận rằng, vì một nguyên nhân nào đó, vì một điều gì đó khó có thể xác định chính xác, thế giới trong hai năm qua đang thụt lùi. Các quốc gia không tiến gần nhau hơn, không tăng cường sự thân thiện, không tiến bước tới một nền hoà bình bền vững, mà ngược lại, chọn lấy thái độ ngờ vực, lo sợ và đe doạ đến hoà bình thế giới.
Điều "khó có thể xác định chính xác" mà Chamberlain nhắc đến chính là cuộc Đại khủng hoảng cùng với những tác động đa diện của nó trên bình diện quốc tế và trong từng quốc gia. Các hiệp định quốc tế của thời kì Locarno, đặc biệt là những thoả thuận liên quan đến bồi thường chiến tranh và nợ chiến tranh, đã không còn khả thi. Chẳng bao lâu sau, điều này trở nên rõ ràng: chính phủ các nước, bị đẩy đến bờ vực sụp đổ bởi kinh tế suy thoái liên tục không ngừng và tình trạng thất nghiệp ngày càng trầm trọng, cho nên không thể thực hiện những cam kết mà họ đã đưa ra vài năm trước.
Một tác động khác của cơn bão kinh tế này là sự trỗi dậy mạnh mẽ của chủ nghĩa dân tộc kinh tế, đến mức gây phương hại cho quan hệ quốc tế. Trong bối cảnh khủng hoảng lan rộng, các quốc gia tìm cách bảo vệ nền kinh tế của mình bằng những biện pháp như tăng thuế quan, siết chặt hạn ngạch nhập khẩu, thiết lập các hiệp định kết toán, quy định kiểm soát tiền tệ và kí kết các hiệp định thương mại song phương. Những chính sách này tất yếu dẫn đến căng thẳng kinh tế giữa các nước, kéo theo sự leo thang trong quan hệ chính trị.
Nhiều nỗ lực đã được thực hiện nhằm đảo ngược xu hướng này, nhưng tất cả đều thất bại. Hội nghị Kinh tế Thế giới năm 1933 triệu tập tại London là một thất bại thảm hại khiến nhiều người lo sợ, đánh dấu sự bất lực trong việc tìm ra giải pháp chung. Khi đó, khái niệm "độc lập kinh tế", tức là tự cấp tự túc về kinh tế, dần trở thành mục tiêu dân tộc được nhiều nước công nhận.
Liên quan mật thiết đến tình trạng khủng hoảng kinh tế là sự thất bại của các nỗ lực giải trừ quân bị, nhường chỗ cho những kế hoạch tái vũ trang quy mô lớn. Hội nghị Giải trừ Quân bị, bắt đầu từ tháng 8 năm 1932, kéo dài đứt quãng suốt 20 tháng nhưng không đạt được kết quả nào, giống như Hội nghị Kinh tế trước đó. Khi thập niên 1930 dần trôi qua, các quốc gia ngày càng tập trung nhiều hơn vào tái vũ trang. Thực tế chứng minh, xu thế này không thể bị ngăn chặn, bởi vì ngành công nghiệp quân sự không chỉ mang lại cảm giác an toàn mà còn tạo ra cơ hội việc làm. Ví dụ, tại Mỹ, số người thất nghiệp mới giảm đáng kể khi nước này bắt đầu tái vũ trang trước thềm Thế chiến II. Đồng dạng, Hitler đã nhanh chóng giải quyết tình trạng thất nghiệp nghiêm trọng ở Đức nhờ vào các chương trình tái vũ trang quy mô lớn của mình.
Trang bị vũ khí được tích lũy vào lúc này ngày một nhiều tất nhiên sớm muộn cũng được sử dụng, nhưng để làm vậy, cần có một lí do chính đáng. "Không gian sinh tồn" (Lebensraum) chính là lí do rõ ràng nhất. Đây là thuật ngữ do Hitler đề xướng, nhưng cũng được Mussolini ở Ý và giới lãnh đạo quân sự Nhật Bản cũng sử dụng cách nói và luận điểm tương tự. Theo học thuyết này, tình trạng thất nghiệp và khổ cực lan tràn là hậu quả của việc thiếu không gian sinh tồn. Một số ít quốc gia may mắn đã chiếm đoạt tất cả thuộc địa và những vùng đất rộng lớn thưa dân ở hải ngoại, khiến các quốc gia khác không có đủ tài nguyên thiên nhiên cần thiết để nuôi sống dân số của mình. Lối thoát duy nhất là bành trướng lãnh thổ, và nếu cần, có thể sử dụng vũ lực để sửa chữa những hành vi không công bằng trong quá khứ. Đây chính là luận điểm mà các nước được cho là nước "nghèo" sử dụng để đối đầu với các nước "giàu".
Tuy nhiên, trên thực tế, cuộc Đại khủng hoảng không chỉ tàn phá nước Đức, Ý và Nhật Bản mà còn giáng đòn nặng nề lên cả Mỹ, Canada và Anh. Do đó, lập luận về "không gian sinh tồn" chỉ là nguỵ biện, nghe có vẻ hợp lí nhưng thực chất là sai lầm. Tuy vậy, tư tưởng không gian sinh tồn đã góp phần đoàn kết người dân ở các nước "nghèo", khiến họ ủng hộ các chính sách bành trướng của chính phủ mình. Đồng thời, nó cũng cung cấp một lí do nhìn bề ngoài tưởng là hợp đạo lí cho hành vi xâm lược, vốn được tuyên truyền công khai là cung cấp lương thực cho người nghèo và việc làm cho người thất nghiệp.
Đây chính là sự kết hợp của những thế lực đã tạo nên bầu không khí "ngờ vực, lo sợ và thoái lui" mà Austen Chamberlain đã đề cập vào năm 1932. Trong những năm tiếp theo, những thế lực này đã phá vỡ hoàn toàn các thoả thuận hòa bình đạt được vào thập niên 1920, liên tiếp tạo ra các cuộc khủng hoảng, và cuối cùng đẩy thế giới vào cuộc Đại chiến thế giới lần thứ hai.